# Nottingham Forest F.C.
Câu lạc bộ bóng đá Nottingham Forest là một câu lạc bộ bóng đá chuyên nghiệp Anh hiện đang thi đấu tại giải Ngoại hạng Anh, có sân nhà là sân City Ground ở West Bridgford, một khu ngoại ô Nottingham, Anh. Câu lạc bộ đã vô địch 2 lần liên tiếp UEFA Champions League, cùng với các danh hiệu trong nước là 1 Giải vô địch quốc gia, 2 FA Cup và 4 Cúp Liên đoàn Anh.
Nottingham Forest lấy tên từ Forest Recreation Ground nằm ở phía bắc trung tâm thành phố, là nơi đội đã thi đấu lần đầu và hiện là nơi thi đấu hàng năm của Nottingham Goose Fair. Người ta thường gọi tắt câu lạc bộ này bằng cái tên đơn giản Forest (không nên nhầm với tên Forest F.C., được gọi nhiều hơn bằng cái tên The Wanderers F.C.).

## Danh hiệu
- Premier League

Vô địch (1): 1978
- FA Cup

Vô địch (2): 1898, 1959
- EFL Cup

Vô địch (4): 1978, 1979, 1989, 1990
- FA Community Shield

Vô địch (1): 1978
- Full Members Cup

Vô địch (2): 1989, 1992
- UEFA Champions League

Vô địch (2): 1978–79, 1979–80
- UEFA Super Cup

Vô địch (1): 1979

## Đội hình hiện tại
Tính đến ngày 15 tháng 7 năm 2023.
Ghi chú: Quốc kỳ chỉ đội tuyển quốc gia được xác định rõ trong điều lệ tư cách FIFA. Các cầu thủ có thể giữ hơn một quốc tịch ngoài FIFA.
| Số | VT | Quốc gia    | Cầu thủ                             |
| -- | -- | ----------- | ----------------------------------- |
| 1  | TM | Hoa Kỳ      | Matt Turner                         |
| 2  | HV | Pháp        | Giulian Biancone                    |
| 3  | HV | Bồ Đào Nha  | Nuno Tavares (cho mượn từ Arsenal)  |
| 4  | HV | Anh         | Joe Worrall (đội trưởng)            |
| 5  | TV | Bỉ          | Orel Mangala                        |
| 6  | TV | Bờ Biển Ngà | Ibrahim Sangaré                     |
| 7  | HV | Wales       | Neco Williams                       |
| 8  | TV | Sénégal     | Cheikhou Kouyaté                    |
| 9  | TĐ | Nigeria     | Taiwo Awoniyi                       |
| 10 | TV | Anh         | Morgan Gibbs-White                  |
| 11 | TĐ | New Zealand | Chris Wood                          |
| 12 | TV | Brasil      | Andrey Santos (cho mượn từ Chelsea) |
| 13 | TM | Wales       | Wayne Hennessey                     |
| 14 | TĐ | Anh         | Callum Hudson-Odoi                  |
| 15 | HV | Anh         | Harry Toffolo                       |
| 16 | TV | Argentina   | Nicolás Domínguez                   |
| 17 | TĐ | Anh         | Alex Mighten                        |
| 18 | HV | Brasil      | Felipe                              |

| Số | VT | Quốc gia         | Cầu thủ                               |
| -- | -- | ---------------- | ------------------------------------- |
| 19 | HV | Sénégal          | Moussa Niakhaté                       |
| 21 | TĐ | Thụy Điển        | Anthony Elanga                        |
| 22 | TV | Anh              | Ryan Yates (đội phó)                  |
| 23 | TM | Hy Lạp           | Odysseas Vlachodimos                  |
| 24 | HV | Bờ Biển Ngà      | Serge Aurier                          |
| 25 | TĐ | Nigeria          | Emmanuel Dennis                       |
| 26 | HV | Scotland         | Scott McKenna                         |
| 27 | TĐ | Bỉ               | Divock Origi (cho mượn từ AC Milan)   |
| 28 | TV | Brasil           | Danilo                                |
| 29 | HV | Argentina        | Gonzalo Montiel (cho mượn từ Sevilla) |
| 30 | HV | Bờ Biển Ngà      | Willy Boly                            |
| 32 | HV | Cộng hòa Ireland | Andrew Omobamidele                    |
| 34 | TM | Hoa Kỳ           | Ethan Horvath                         |
| 38 | TM | Anh              | George Shelvey                        |
| 40 | HV | Brasil           | Murillo                               |
| 41 | TV | Costa Rica       | Brandon Aguilera                      |
| 43 | HV | Nigeria          | Ola Aina                              |
| —  | TV | Anh              | Jonjo Shelvey                         |

## Các cầu thủ nổi tiếng

### Cầu thủ xuất sắc nhất mùa giải

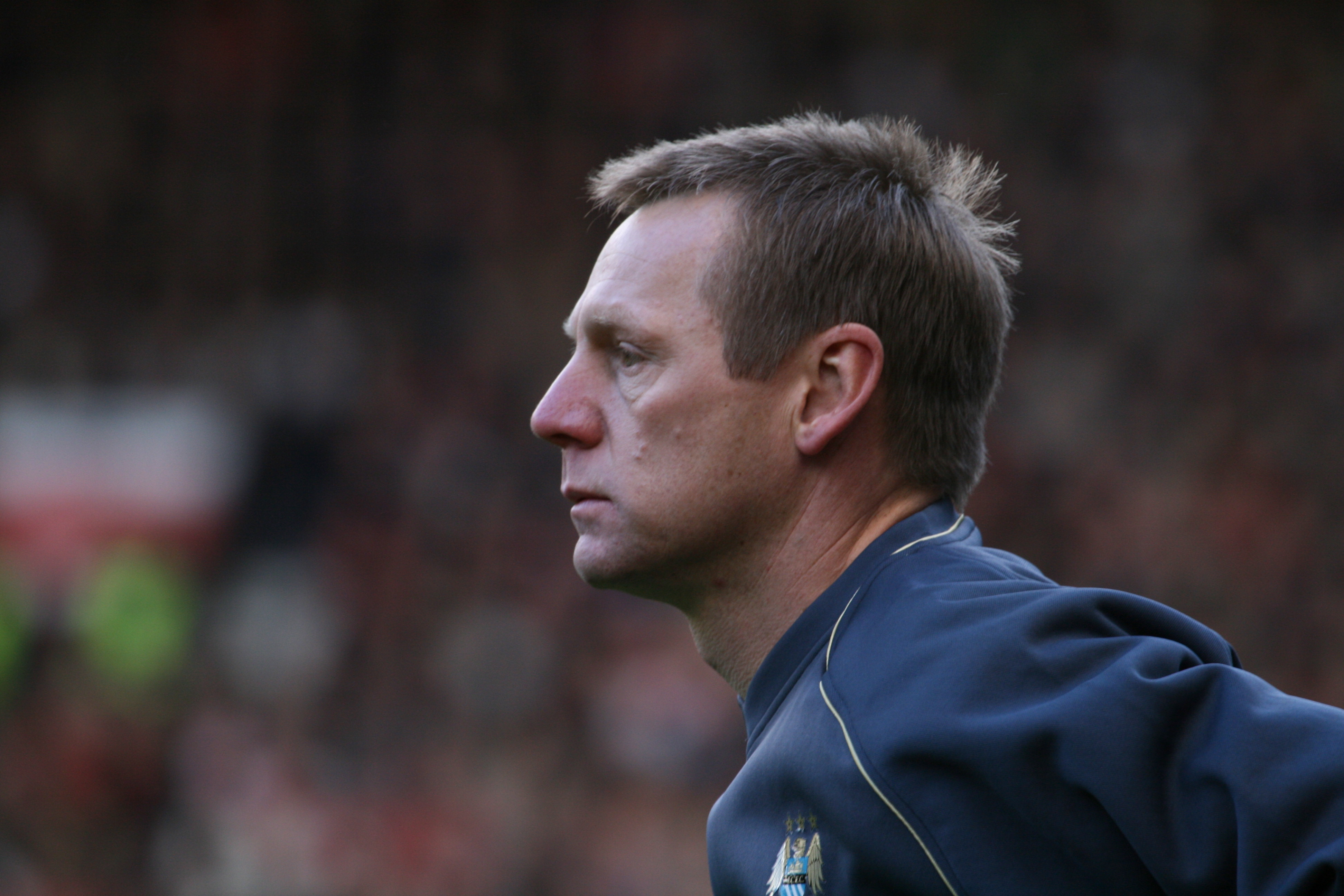
Cựu đội trưởng và huấn luyện viên của câu lạc bộ, Stuart Pearce ba lần giành danh hiệu Cầu thủ xuất sắc nhất mùa, một kỷ lục mà anh cùng với Des Walker nắm giữ.
Kenny Burns, Nigel Clough, Andy Reid và Chris Cohen là những cầu thủ duy nhất hai lần giành được giải thưởng này.
Andy Reid giữ kỷ lục về khoảng cách dài nhất giữa các giải thưởng Cầu thủ xuất sắc nhất với khoảng cách 10 năm.

| Năm  | Cầu thủ          |
| ---- | ---------------- |
| 1977 | Tony Woodcock    |
| 1978 | Kenny Burns      |
| 1979 | Garry Birtles    |
| 1980 | Larry Lloyd      |
| 1981 | Kenny Burns      |
| 1982 | Peter Shilton    |
| 1983 | Steve Hodge      |
| 1984 | Chris Fairclough |
| 1985 | Jim McInally     |
| 1986 | Nigel Clough     |
| 1987 | Des Walker       |
| 1988 | Nigel Clough     |
| 1989 | Stuart Pearce    |
| 1990 | Des Walker       |
| 1991 | Stuart Pearce    |

| Năm  | Cầu thủ              |
| ---- | -------------------- |
| 1992 | Des Walker           |
| 1993 | Steve Sutton         |
| 1994 | David Phillips       |
| 1995 | Steve Stone          |
| 1996 | Stuart Pearce        |
| 1997 | Colin Cooper         |
| 1998 | Pierre van Hooijdonk |
| 1999 | Alan Rogers          |
| 2000 | Dave Beasant         |
| 2001 | Chris Bart-Williams  |
| 2002 | Gareth Williams      |
| 2003 | David Johnson>       |
| 2004 | Andy Reid            |
| 2005 | Paul Gerrard         |
| 2006 | Ian Breckin          |

| Năm  | Cầu thủ         |
| ---- | --------------- |
| 2007 | Grant Holt      |
| 2008 | Julian Bennett  |
| 2009 | Chris Cohen     |
| 2010 | Lee Camp        |
| 2011 | Luke Chambers   |
| 2012 | Garath McCleary |
| 2013 | Chris Cohen     |
| 2014 | Andy Reid       |
| 2015 | Michail Antonio |
| 2016 | Dorus de Vries  |
| 2017 | Eric Lichaj     |
| 2018 | Ben Osborn      |
| 2019 | Joe Lolley      |
| 2020 | Matty Cash      |

### Đội hình xuất sắc nhất mọi thời đại
Vào năm 1997 và 1998, một cuộc bỏ phiếu đã được thực hiện để tìm ra đội hình xuất sắc nhất mọi thời đại của câu lạc bộ.
| Vị trí | Cầu thủ          | Thời gian thi đấu |
| ------ | ---------------- | ----------------- |
| GK     | Peter Shilton    | 1977–82           |
| RB     | Viv Anderson     | 1974–84           |
| RCB    | Des Walker       | 1984–92; 2002–04  |
| LCB    | Kenny Burns      | 1977–81           |
| LB     | Stuart Pearce    | 1985–97           |
| RCM    | Martin O'Neill   | 1971–81           |
| ACM    | Roy Keane        | 1990–93           |
| LCM    | Archie Gemmill   | 1977–79           |
| RW     | Ian Storey-Moore | 1962–72           |
| CF     | Trevor Francis   | 1979–81           |
| LW     | John Robertson   | 1970–83; 1985–86  |